# Richard Tkáč
Richard Tkáč (24 de mayo de 1985) es un deportista eslovaco que compitió en halterofilia.
Ganó una medalla de bronce en el Campeonato Europeo de Halterofilia de 2011, en la categoría de 77 kg. Posteriormente, en agosto de ese mismo año dio positivo en un control antidopaje por androsterona y boldenona, y fue sancionado con dos años de inhabilitación.

## Palmarés internacional
| Campeonato Europeo | Campeonato Europeo | Campeonato Europeo | Campeonato Europeo |
| Año                | Lugar              | Medalla            | Categoría          |
| ------------------ | ------------------ | ------------------ | ------------------ |
| 2011               | Kazán (Rusia)      | Medalla de bronce  | 77 kg              |